# Scilla morrisii
Scilla morrisii är en sparrisväxtart som beskrevs av Robert Desmond Meikle. Scilla morrisii ingår i släktet blåstjärnesläktet, och familjen sparrisväxter. Inga underarter finns listade i Catalogue of Life.